# Орден на източните тамплиери
Орденът на източните тамплиери (на латински: Ordo Templi Orientis или O.T.O.) е окултна инициаторска организация, основана в началото на XX век. Произходът на O.T.O. може да се проследи до немскоговорещите окултисти Карл Келнер, Хайнрих Клайн, Франц Хартман и Теодор Ройс. Английският писател и окултист Алистър Кроули е най-известният и най-влиятелен член на ордена.
След смъртта на Кроули през 1947 г. четири основни клона на O.T.O. претендират за изключителен произход от първоначалната организация и първенство над останалите. Най-важният и видим от тях е Халифатът O.T.O., включен от ученика на Кроули Грейди Макмъртри през 1979 г.
Първоначално е бил предназначен да бъде моделиран и свързана с европейското масонство, като масонски тамплиерски организации, но под ръководството на Алистър Кроули, O.T.O. е реорганизиран около Телема-та на Кроули като основен религиозен принцип. Една от основните характеристики и учения на организацията е нейната практика на сексуална магия.
Според Кроули, O.T.O. членовете трябва рядко да влизат в контакт един с друг. „Дори и след присъединяването ви не бихте срещнали никого, освен ако не е било необходимо да работите в сътрудничество с тях. Боя се, че все още имате идеята, че Великото дело е чаено парти. Контактът с други студенти означава само, че вие критикувате шапките и морала им; и аз няма да насърчавам това. Вашата работа си е ваша и ничия друга; а ненасоченото бърборене е най-лошият отровен елемент в едно хуманно общество.“ [Magick Without Tears]
О.Т.О. включва Ecclesia Gnostica Catholica или Гностическата католическа църква. Неговият централен обред, който е публичен, е Liber XV, гностическата литургия.